# Guardiagrele
Guardiagrele (IPA: [ɡuardiaˈɡreːle]; La 'Uàrdije in dialetto guardiese) è un comune italiano di 8 243 abitanti della provincia di Chieti in Abruzzo. È sede del parco nazionale della Maiella e fa parte della comunità montana della Maielletta.
Nota per le produzioni artigianali, in particolare nella lavorazione dei metalli, ospita tutti gli anni dal 1º al 20 agosto la mostra dell'artigianato artistico abruzzese. Fu il primo luogo, insieme ad Agnone, dove iniziò la produzione della presentosa, un gioiello femminile abruzzese generalmente in oro, indossato nelle occasioni di festa.

## Geografia fisica

### Territorio

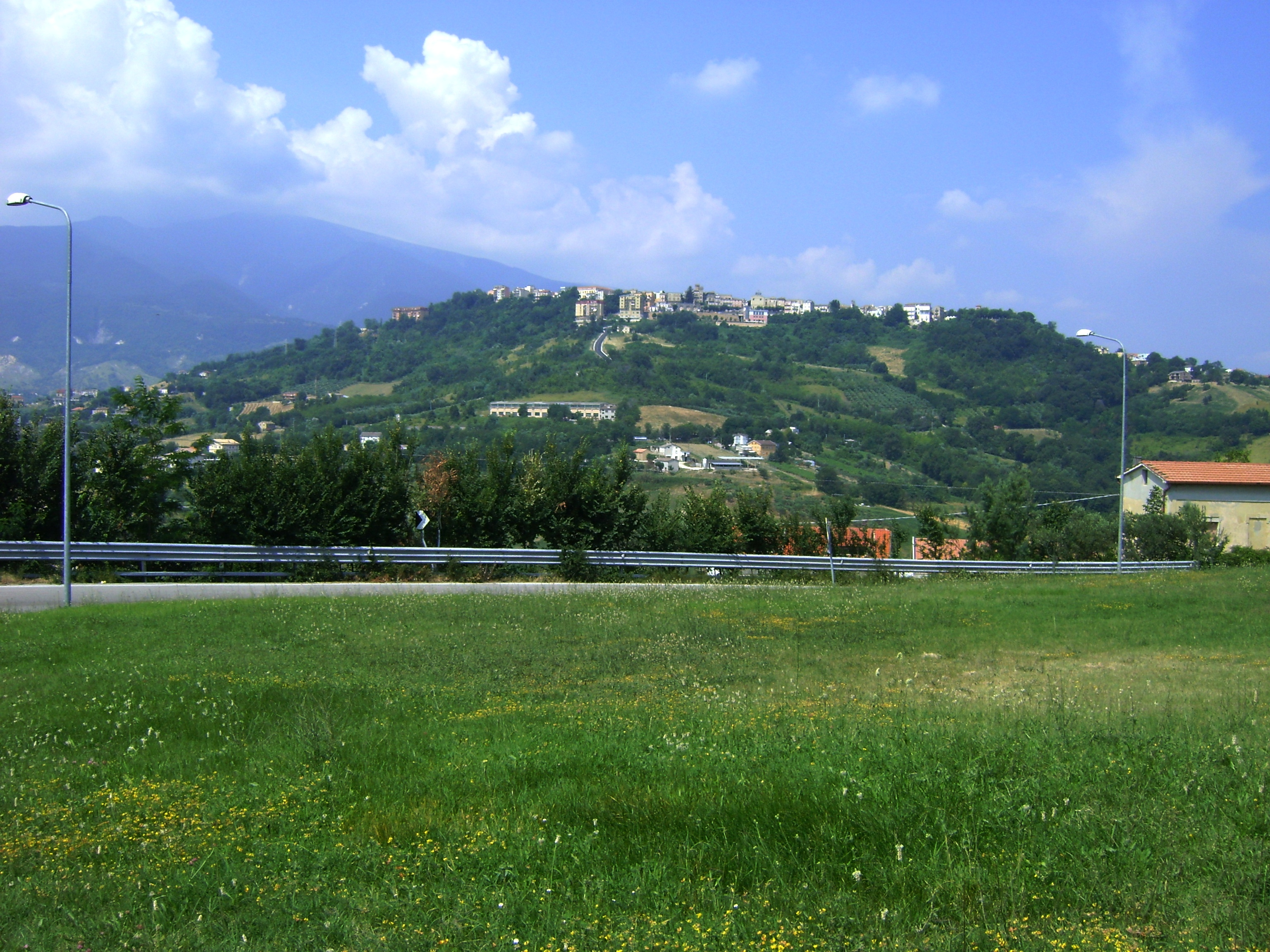
Il lato orientale del promontorio di Guardiagrele; alle spalle si può intravedere il massiccio della Maiella

Guardiagrele sorge nell'entroterra chietino, nella zona nord-occidentale della provincia. Si articola su un lungo promontorio adagiato sulle pendici orientali della Maiella e delimitato su tre lati da ripidi crinali.
Risente di un'alta sismicità poiché si colloca in una zona in cui questi fenomeni sono da sempre stati molto intensi e frequenti. È infatti inserita tra i comuni colpiti dal terremoto del 6 aprile 2009, per il quale subì lesioni ad alcune case, alla chiesa di San Nicola Greco e il crollo parziale del tetto di palazzo Mucci.
Il territorio ad ovest del centro abitato, verso la Maiella, è composto da rocce calcaree, con aspri valloni e numerosi boschi. Andando verso il mare invece i rilievi diventano via via sempre più dolci. Non vi scorrono fiumi di particolare rilevanza. I numerosi corsi d'acqua infatti sono per lo più torrenti provenienti dalla montagna, fra i quali vi sono il Dendalo e il Venna, che dopo un percorso lungo rispettivamente 22 e 24 km sfociano nel fiume Foro.
La residenza comunale si trova ad un'altitudine di 576 m s.l.m. L'altitudine minima è di 150 metri, quella massima di 1.750, con un'escursione altimetrica di 1.600 metri.
Fa parte della Comunità montana della Maielletta.

### Clima

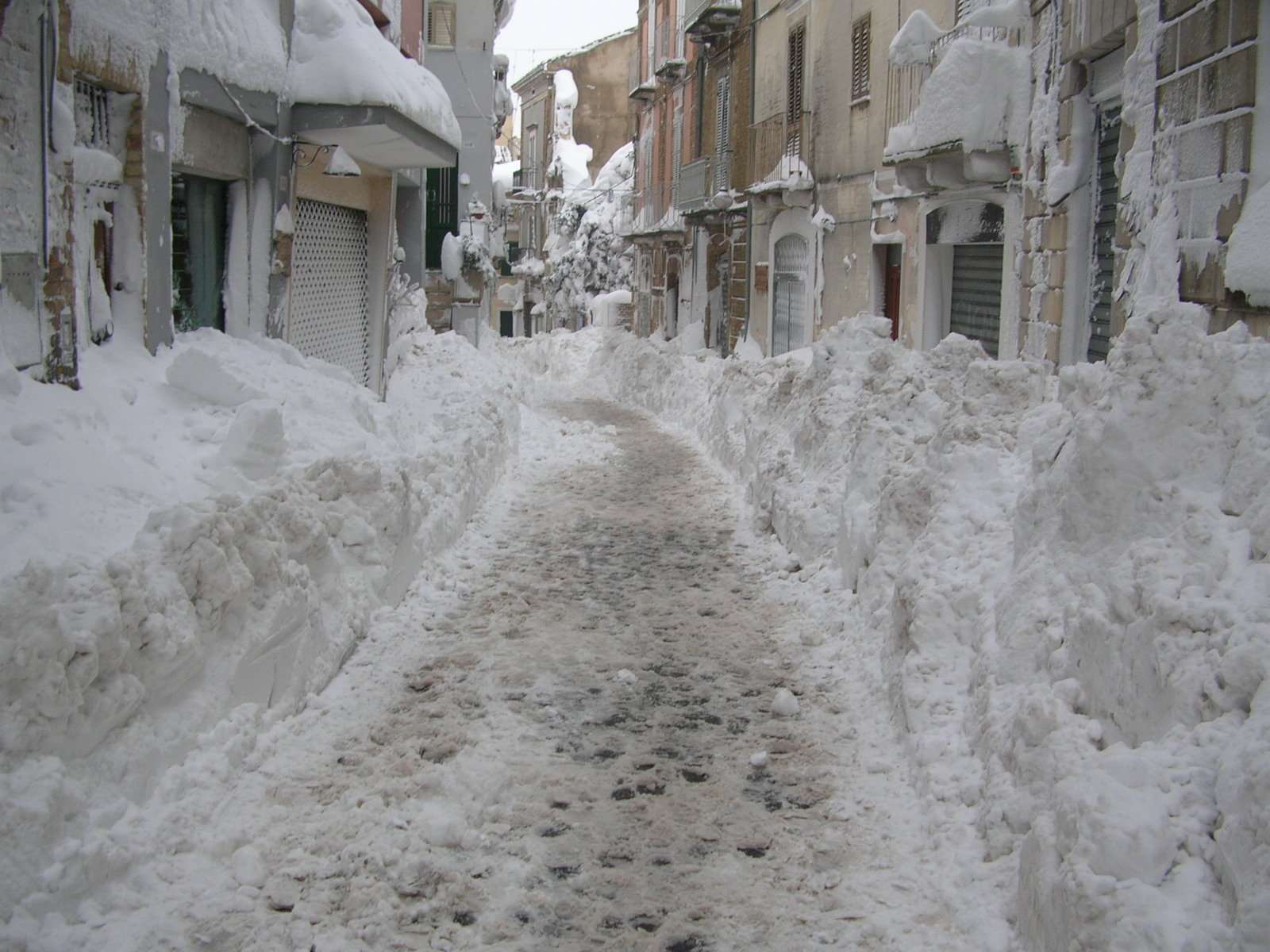
Via Roma dopo una storica nevicata, nel gennaio 2005

In base alla media trentennale di riferimento 1961-1990, la temperatura media del mese più freddo, gennaio, si attesta a +4.8 °C; quella del mese più caldo, agosto, è di +23,7 °C.
| Guardiagrele       | Mesi | Mesi | Mesi | Mesi | Mesi | Mesi | Mesi | Mesi | Mesi | Mesi | Mesi | Mesi | Stagioni | Stagioni | Stagioni | Stagioni | Anno |
| Guardiagrele       | Gen  | Feb  | Mar  | Apr  | Mag  | Giu  | Lug  | Ago  | Set  | Ott  | Nov  | Dic  | Inv      | Pri      | Est      | Aut      | Anno |
| ------------------ | ---- | ---- | ---- | ---- | ---- | ---- | ---- | ---- | ---- | ---- | ---- | ---- | -------- | -------- | -------- | -------- | ---- |
| T. max. media (°C) | 7,3  | 8,8  | 11,8 | 15,8 | 20,4 | 25,5 | 28,1 | 28,3 | 24,0 | 18,1 | 12,4 | 9,4  | 8,5      | 16,0     | 27,3     | 18,2     | 17,5 |
| T. min. media (°C) | 2,3  | 2,6  | 4,9  | 8,5  | 12,4 | 16,6 | 18,8 | 19,1 | 15,9 | 11,7 | 7,5  | 4,3  | 3,1      | 8,6      | 18,2     | 11,7     | 10,4 |

- Classificazione climatica[12]:
  - Zona climatica D
  - Gradi giorno 1928

Secondo la classificazione dei climi di Köppen Guardiagrele appartiene alla fascia Csb, ossia al clima temperato fresco mediterraneo con influenze montane, dovute alla vicinanza al massiccio della Maiella. Il fatto che il mese più caldo è agosto, e non luglio, è indice di un seasonal lag piuttosto elevato: ciò è dovuto alla vicinanza della costa adriatica e al fatto che la posizione montana del paese permette una dispersione del calore minore di quella tipica di luoghi con altitudini simili ma più distanti dal mare (come ad esempio molti paesi dell'entroterra aquilano). Gli inverni guardiesi sono solitamente freddi, talvolta rigidi. Come in tutte le regioni adriatiche, durante i mesi invernali sono frequenti gli afflussi di aria fredda (burian) proveniente dai Balcani, che portano le temperature sotto lo 0 °C; spesso in queste occasioni la concorrenza con afflussi di aria umida in risalita dall'Adriatico verso la Maiella genera precipitazioni nevose anche molto abbondanti per effetto stau. Le estati guardiesi sono calde ma non afose, e solitamente non si prolungano particolarmente. Non sono tuttavia infrequenti, anche nei mesi più caldi, afflussi di aria fresca da nord-est, che mitigano la calura per qualche giorno. Più spesso si verificano ondate di caldo, con temperature massime che superano abbondantemente i 30 °C e minime sopra i 20 °C (talora vicine ai 30 °C). Le precipitazioni, non troppo abbondanti anche a causa della presenza del massiccio della Maiella che protegge il paese dalle perturbazioni provenienti da ovest, si aggirano intorno ai 1000 mm, e risultano concentrate maggiormente in primavera e in autunno.

## Origini del nome

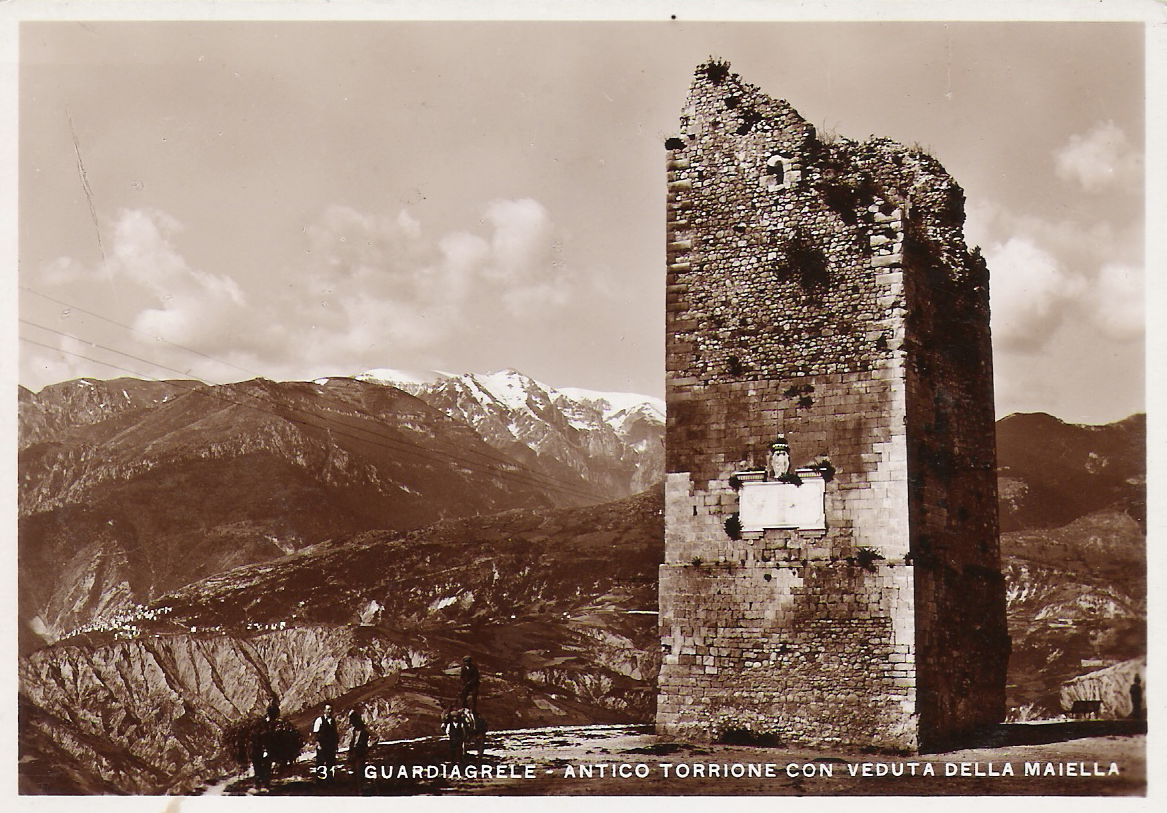
Cartolina del 1925 che raffigura il Torrione Orsini, detto anche Torrione Longobardo

Alcuni studiosi guardiesi vissuti tra il XIX e il XX secolo, fra cui Francesco Paolo Ranieri, Giuseppe Iezzi e Filippo Ferrari, citando fonti ambigue, riportarono un'iscrizione secondo cui il toponimo "Guardiagrele" sarebbe nato da Aelion (discendente dal greco ἥλιος hḕlios, "sole"), per poi diventare Grelion (nome di un capitano greco, Grelio), Graelium, Graelle, Graeli, Grele. Anche Gabriele D'Annunzio nel romanzo Il trionfo della morte parla, riferendosi a Guardiagrele, di "antichissimo nome solare", rifacendosi proprio a queste ipotesi. In tempi più recenti si è trovata un'altra spiegazione dell'etimologia di Grele. È stata infatti proposta la derivazione dall'etnico marrucino ocrilis, attributo di ocris, "altura", oppure dal personale latino Grælius, traslato al Greele del Catalogus Baronum (il registro di leva voluto da re Ruggero II intorno alla metà del XII secolo). Per quanto riguarda il termine "guardia", non si hanno dubbi sulla sua provenienza. Discende dalle parole germaniche warda o warte, usate per indicare un posto di vedetta militare. Nel libro di re Ruggero II si parla infatti di clerici castri de Guardia Grelis.

## Storia
Il territorio di Guardiagrele era abitato sin dall'epoca protostorica, come dimostrano alcuni rinvenimenti archeologici presso Comino. Fu poi abitato dagli Italici e dai Romani.
Lo stanziamento di una torre longobarda, a scopo di controllo, risulterebbe all'origine della leggenda che narra dell'abbandono del villaggio di Grele e dell'arroccamento "a guardia" del vecchio abitato. In verità non ci sono testimonianze concrete nemmeno per il periodo longobardo, ad eccezione del diminutivo, presente nel centro storico, "faricciola", un termine che deriva dall'esistenza di insediamenti longobardi chiamati "fare".
I primi documenti che appaiono risalgono alla seconda metà dell'XI secolo e consistono in una bolla di papa Alessandro II, in cui viene citata una villa quae vocatur Grele, cum ecclesiis et omnibus pertinentiis suis tra i possedimenti del monastero di San Salvatore a Maiella.

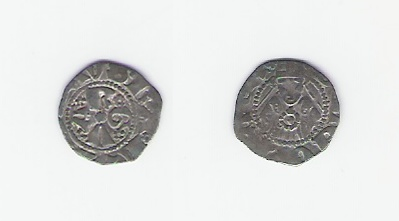
Fronte e retro di un bolognino di Guardiagrele.

Nel 1391 Ladislao di Durazzo concesse alla città il permesso di battere moneta, come ringraziamento del sostegno dimostrato al re. Nel 1420 infatti la città si dotò di autonomi statuti comunali dando inizio ad un lungo periodo di lotte contro i numerosi tentativi di riconquista da parte dei vecchi padroni. Nel 1495, la città fu infeudata a Pardo Orsini che riattivò la zecca, coniando un cavallo a suo nome, col titolo di Comes Manupelli (si veda la recente e varia bibliografia di Simonluca Perfetto). I secoli successivi furono per la città abruzzese un periodo di declino demografico, economico e culturale, anche a causa delle numerose calamità naturali che la interessarono. Fra queste ultime, oltre al già accennato terremoto, vi furono l'epidemia di peste del 1566 e del 1656, periodiche carestie e il disastroso terremoto della Maiella del 1706.
Nel 1799 Guardiagrele fu assediata e saccheggiata dalle truppe francesi del generale Louis François Coutard, che causarono la morte di 328 cittadini guardiesi. Il malcontento provocato dalle nuove forme di organizzazione agricola introdotte dopo l'unificazione d'Italia favorirono il fenomeno del brigantaggio, che vedeva nel guardiese Domenico Di Sciascio uno degli esponenti più noti, essendo egli capo della Banda della Maiella. Altro fenomeno causato da questo malessere fu l'emigrazione, specialmente verso l'America e l'Australia.
La seconda guerra mondiale lascia nella città un'eredità pesante, soprattutto nel patrimonio artistico ed architettonico. Con l'occupazione tedesca dell'ottobre 1943, la popolazione fu costretta a sfollare e rifugiarsi fuori città, mentre Guardiagrele subiva pesanti bombardamenti dal fronte alleato, fino alla liberazione nel giugno 1944. Dopo la ricostruzione e l'emigrazione degli anni cinquanta, ha avuto luogo una vivace ripresa economica, alimentata dalla valorizzazione delle attività artigianali e dall'iniziativa privata, che ha favorito la piccola imprenditoria.

### Simboli
Lo stemma di Guardiagrele è descritto al comma 2 dell'articolo 4 dello statuto comunale di Guardiagrele, che recita:
(Statuto del Comune di Guardiagrele)
Il motto latino dello stemma Guardia plena bonis fert ardua signa leonis secondo la tradizione fu dettato dall'imperatore Federico II di Svevia e inserito in un'iscrizione presente sulla facciata del duomo. Il gonfalone municipale è un drappo di azzurro.

## Monumenti e luoghi d'interesse
Il centro storico della città è ben conservato, e si snoda attraverso la circonvallazione delle antiche mura, oggi case fortificate delimitate ancora dalle torri medievali, come ad esempio il complesso di Torre Adriana e Torre Stella, che includono l'accesso mediante Porta San Giovanni. Dell'antica città fortificata dei Longobardi resta il Torrione Orsini presso largo Garibaldi, da cui parte l'asse principale del corso Roma, che si snoda fino alla villa comunale, attraversando piazza Duomo, con la collegiata di Santa Maria Maggiore. Le altre principali vie storiche sono via Tripio, via Modesto Della Porta e via dei Cavalieri, che passa sotto l'arco gotico del duomo.

### Architetture religiose
- La collegiata di Santa Maria Maggiore, sorta forse su un tempio pagano nel 430 d.C. ed interamente realizzata in pietra della Maiella. Conserva una croce processionale di Nicola da Guardiagrele del 1431[13].
- La chiesa di San Francesco, situata nell'omonima piazza, nacque come chiesa di San Siro, fu concessa nel 1276 ai francescani, che vi costruirono un convento. Conserva le spoglie di san Nicola Greco.
- La chiesa di San Nicola di Bari è probabilmente la chiesa più antica della città. Come il duomo, venne eretta suoi resti di un tempio pagano, dedicato a Giove.
- La chiesa di San Silvestro, di stile romanico, ospita al suo interno mostre, convegni e concerti in seguito alla sconsacrazione negli anni sessanta.
- Il convento dei Cappuccini, fondato nel 1599.
- La chiesa di San Rocco, nata nel Settecento in seguito alla sopraelevazione di Santa Maria Maggiore.
- La chiesa di Santa Maria del Carmine, in via Modesto della Porta.
- La chiesa di Santa Chiara, eretta nel 1220.
- La chiesa di San Donato, dedicata al patrono della città. Sorge fuori dal centro abitato.

### Architetture civili

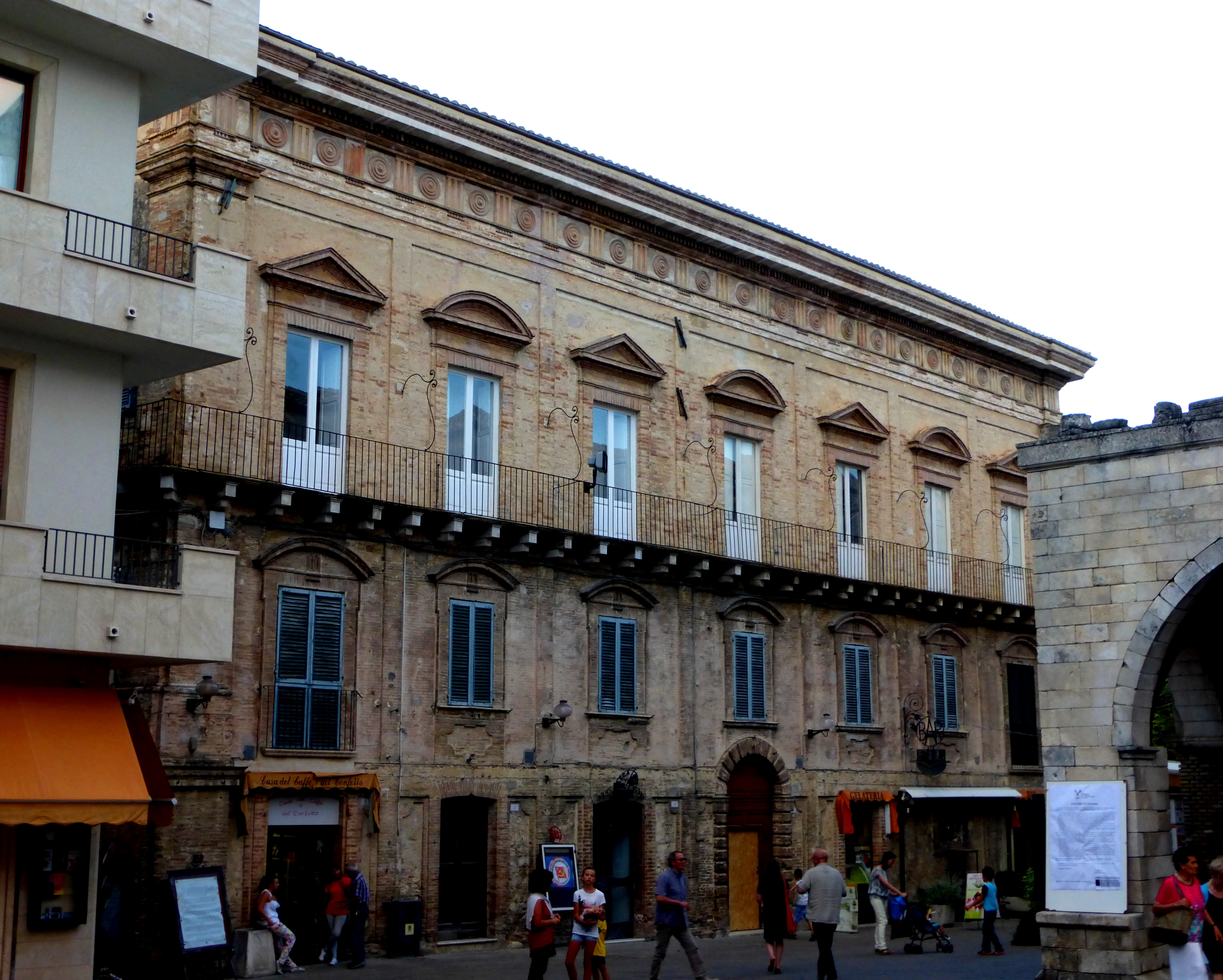
La facciata di Palazzo Vitacolonna.

- Casa Marini, antica sede della zecca.
- Palazzo Vitacolonna, principale edificio civile cittadino, in piazza Santa Maria Maggiore.
- Palazzo Elisii, di gusto barocco, situato in via Tripio.
- Palazzo De Lucia, elegante palazzo in via Roma con un portale sormontato da busti maschili.
- Palazzo Liberatoscioli, tra i pochi esempi di Liberty a Guardiagrele.
- Palazzo Montanari-Spoltore. Situato in via Tripio, vi soggiornò a lungo il pittore lancianese Federico Spoltore, che decorò l'edificio con tempere e tele.
- Palazzo Iannucci. Pregevole esempio di architettura civile seicentesca, si trova in via della Penna. Il suo prospetto, in pietrame misto, è arricchito da un portale a tutto sesto e da semplici finestre rettangolari.
- Fontana Marrucina, composta da tre fornici in laterizio suddivisi da paraste in pietra. È riconducibile al XVIII secolo.
- Fontana di Grele. Ridotta allo stato di rudere, risalirebbe al XVII secolo.

### Architetture militari
- La porta San Giovanni, o porta della Fiera. Fu ricostruita nel 1841.
- La porta San Pietro, posta a fianco all'omonima torre.
- La porta del Vento o di Grele, unica dell'antica cinta muraria a conservare un aspetto medievale.
- Il torrione Orsini, emblema della città caratterizzato dalla sommità diroccata. È anche detto torrione Longobardo. Il nome della struttura si deve alla famiglia che dominò Guardiagrele dal 1340.
- La torre Adriana, locata vicino alle botteghe artigiane di Porta della Fiera.
- La torre Stella, gemella della Torre Adriana.
- La torre San Pietro, in Via Modesto Della Porta, è la parte bassa del campanile del monastero di San Pietro Celestino. Alla sua base si trova un portale tardogotico, piuttosto deteriorato.
- La torre del Gastaldo, situata in via San Francesco. Fu la dimora del gastaldo longobardo.

#### Mura fortificate

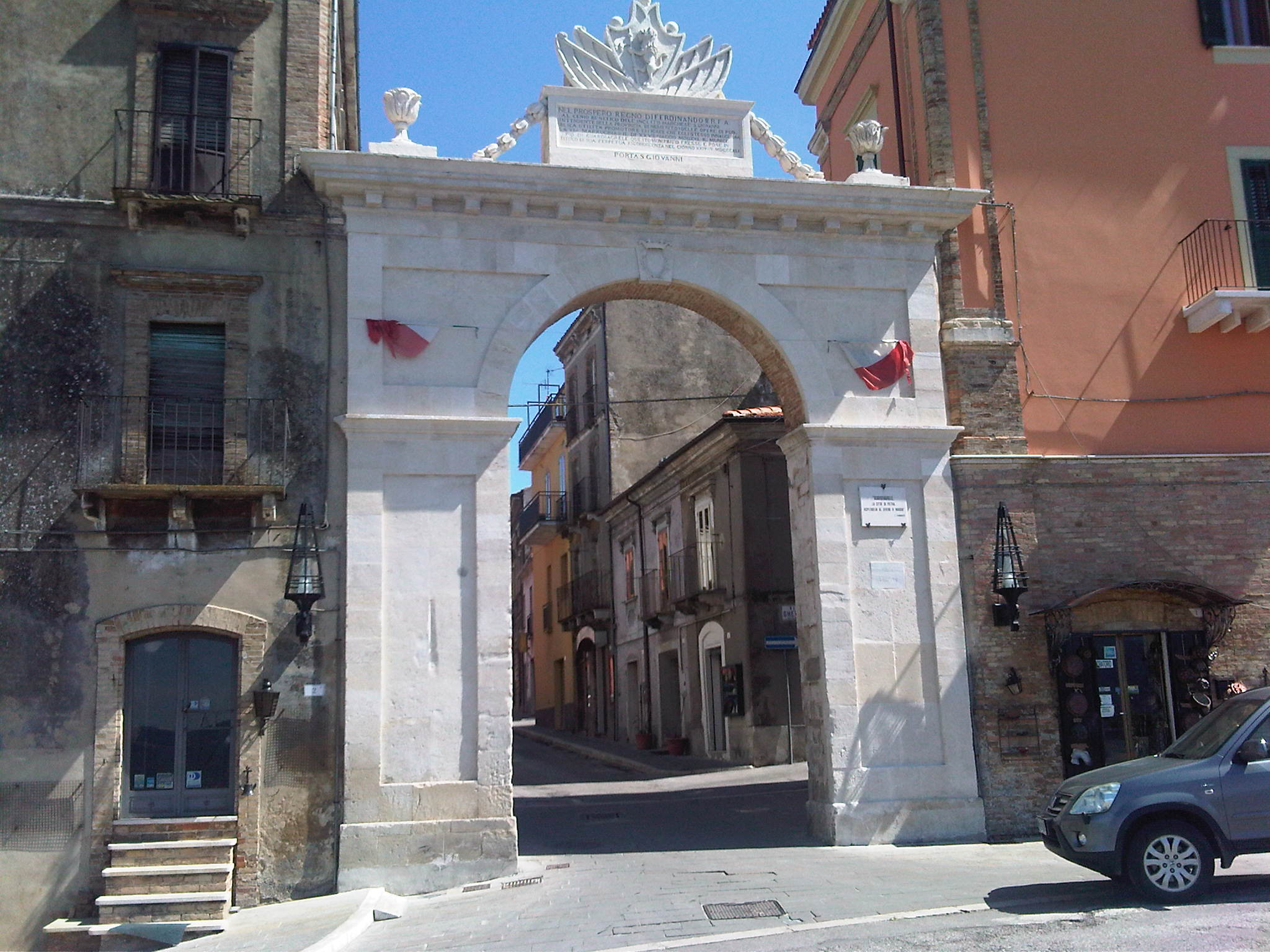
Porta San Giovanni a Guardiagrele

Il centro storico è frutto dell'unione nel XIII secolo dei due "guasti" franco-longobardi di Guardia e Graeli, che sorgevano l'uno presso Torre Orsini, l'altro intorno alla cattedrale di Santa Maria Maggiore. Il paese subì varie modifiche, specialmente dopo il terremoto del 1706 e i bombardamenti del 1943, che ne hanno in parte alterato l'aspetto con costruzioni moderne. La cinta muraria medievale è ancora ben identificabile, avvolge tutto il centro, anche se in molti tratti è stata sostituita dalle abitazioni e dai palazzi. Il tratto meglio conservato è quello di Porta San Giovanni-Torre Adriana. Si tratta di una torre posta a settentrione-ovest, vicino al complesso delle botteghe dei mastri ramai, presenta un aspetto cilindrico, con muratura in pietrame regolare di piccolo taglio. La Torre Stella è gemella di Torre Adriana, posta lungo via Occidentale. Ha forma circolare, con il prospetto alterato da due balconi, perché divenuta residenza civile. Nella muratura si trova lo stemma gentilizio della famiglia Stella. Segue Torre San Pietro, in via Modesto della Porta, che essendo adiacente a un arco a ogiva, faceva parte del complesso della chiesa di San Pietro Celestino, andata distrutta.

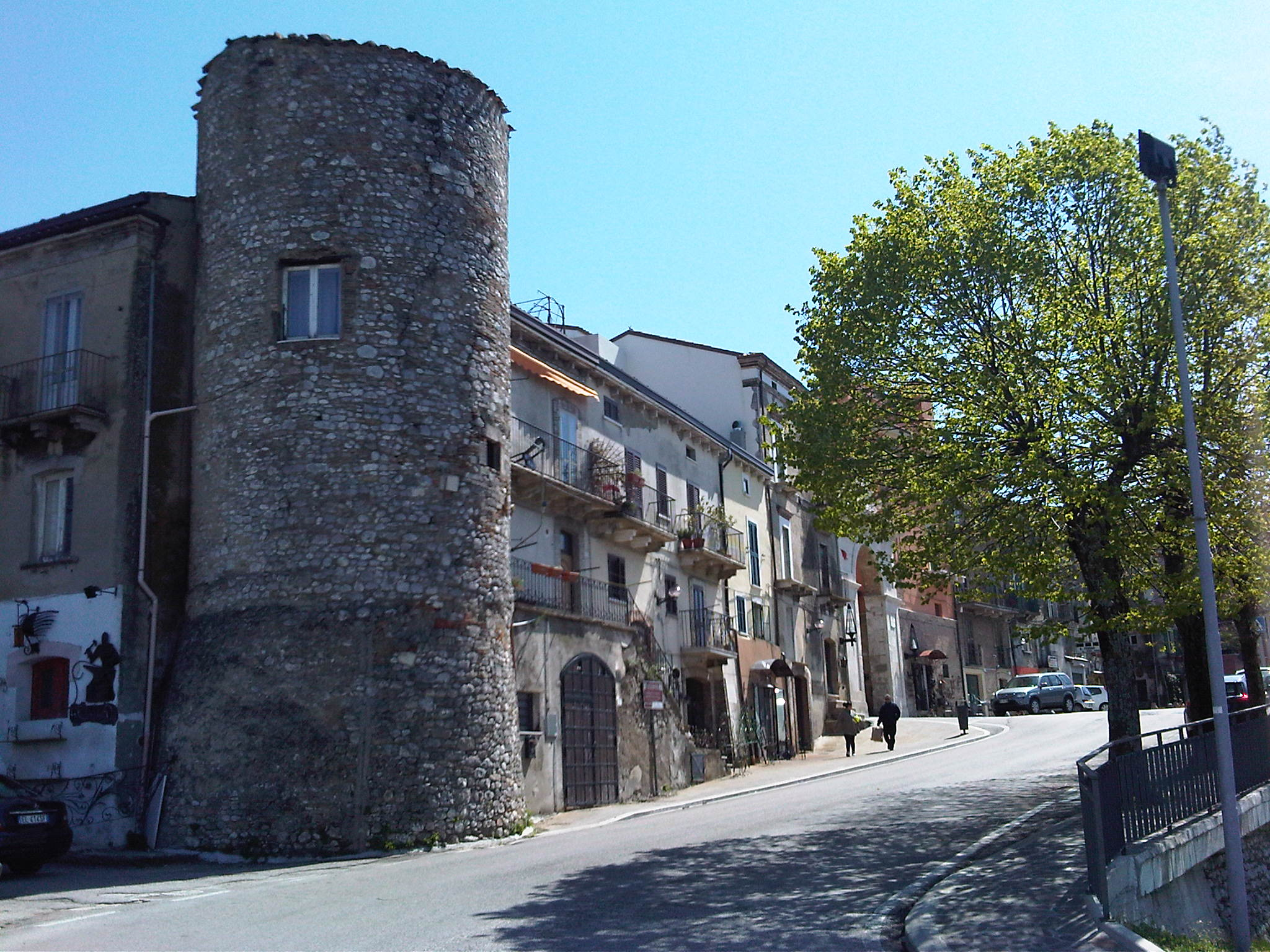
Guardiagrele: Via Occidentale con Torre Adriana e in fondo Porta San Giovanni

### Siti archeologici
- Comino (necropoli).

## Società

### Evoluzione demografica
Abitanti censiti

Dal 1993 al 1996 il numero degli emigrati è diminuito, tornando a salire dal 1997 e superando il numero degli immigrati negli anni 97-98. Dopo un periodo di calo, l'emigrazione è tornata a incrementarsi (parallelamente all'immigrazione) dal 2005.

### Lingue e dialetti
Il dialetto di Guardiagrele fa parte del dialetto abruzzese di tipo chietino occidentale, caratterizzato dall'isocronismo sillabico completo. A diretta conseguenza di questo fenomeno, il timbro si è uniformato agli esiti di -e, e cioè aperto in sillaba chiusa e chiuso in sillaba libera (lu canë, li chénë, ma lu pannë, "il panno", ma li pènnë, "i panni").

### Etnie e minoranze straniere
Al 1º gennaio 2010 la presenza straniera nel comune si attestava a 552 unità, mantenendosi, in termini di percentuale, inferiore a quella nazionale ma superiore a quella provinciale, pari al 4,6%, contro il 5,8 di Guardiagrele. Al 31 dicembre 2008 i cittadini stranieri presenti a Guardiagrele ammontavano a 515, di cui 240 maschi e 275 femmine, le nazionalità più rappresentate sono:
- Albania - 1067
- Romania - 234
- Marocco - 121

### Religione

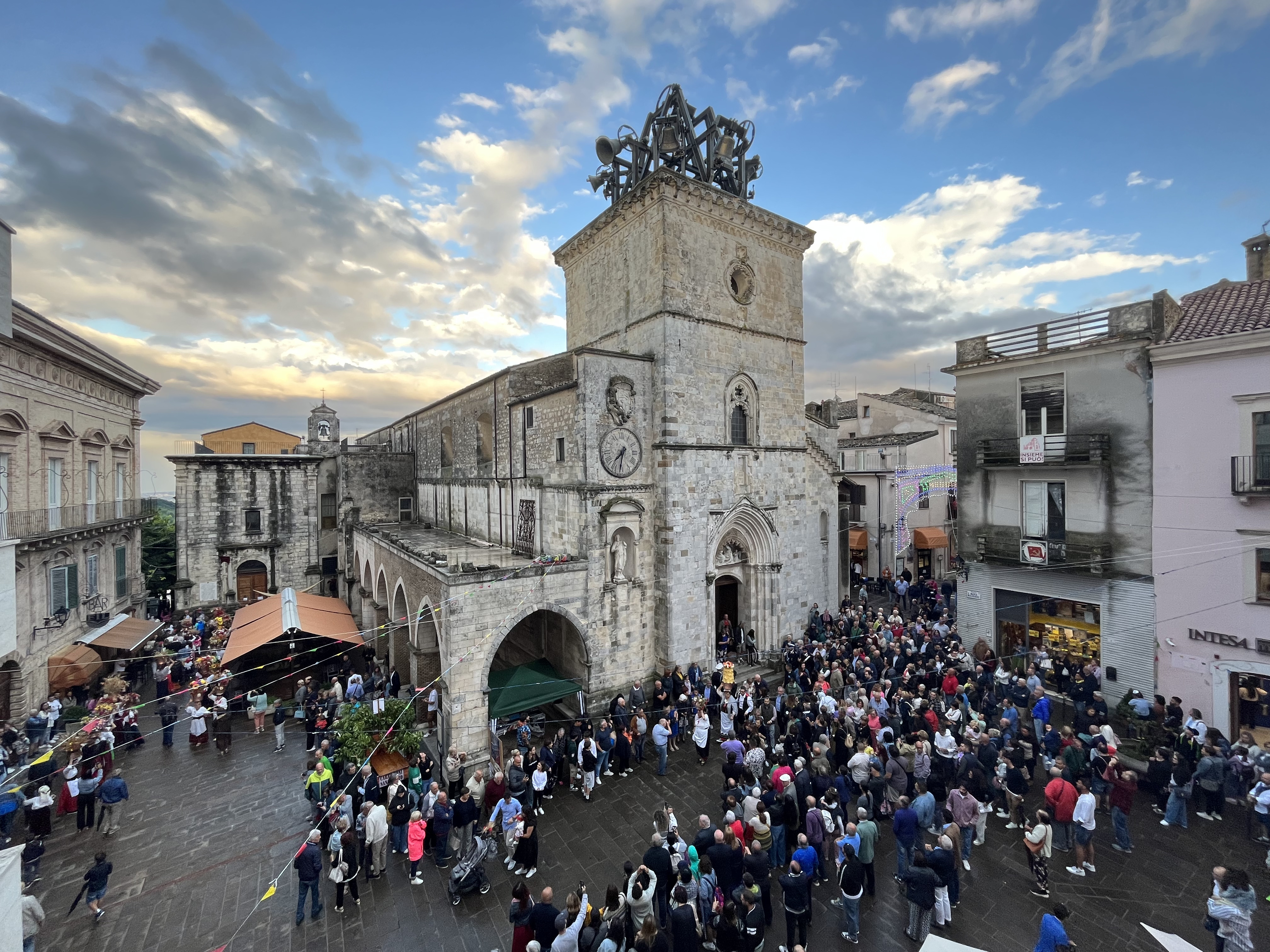
Festa patronale di San Donato presso Santa Maria Maggiore, 7 agosto 2023

I santi patroni della cittadina sono San Donato d'Arezzo festeggiato il 7 agosto e San Nicola Greco la terza Domenica di Maggio. Nella chiesa di San Francesco sono conservate le reliquie di San Nicola Greco, morto tra il 1009 e il 1012. Le parrocchie fanno parte dell'arcidiocesi di Chieti-Vasto, che ha sede nel capoluogo provinciale.
Per molti secoli Guardiagrele ha ospitato una numerosa comunità ebraica. Nel periodo nazi-fascista molti ebrei, provenienti anche dalla Germania, furono internati nell'odierna Via Ghetto. Nel punto in cui essi si riunivano a pregare l'amministrazione comunale ha posto una lapide commemorativa del Giorno della Memoria.

### Istituzioni, enti e associazioni
- Presidio Ospedaliero "SS. Immacolata", fa parte dell'ASL Chieti. Dispone di 116 posti letto[20].
- Nel comune è sita la sede legale del parco nazionale della Maiella[21].

## Cultura

### Istruzione

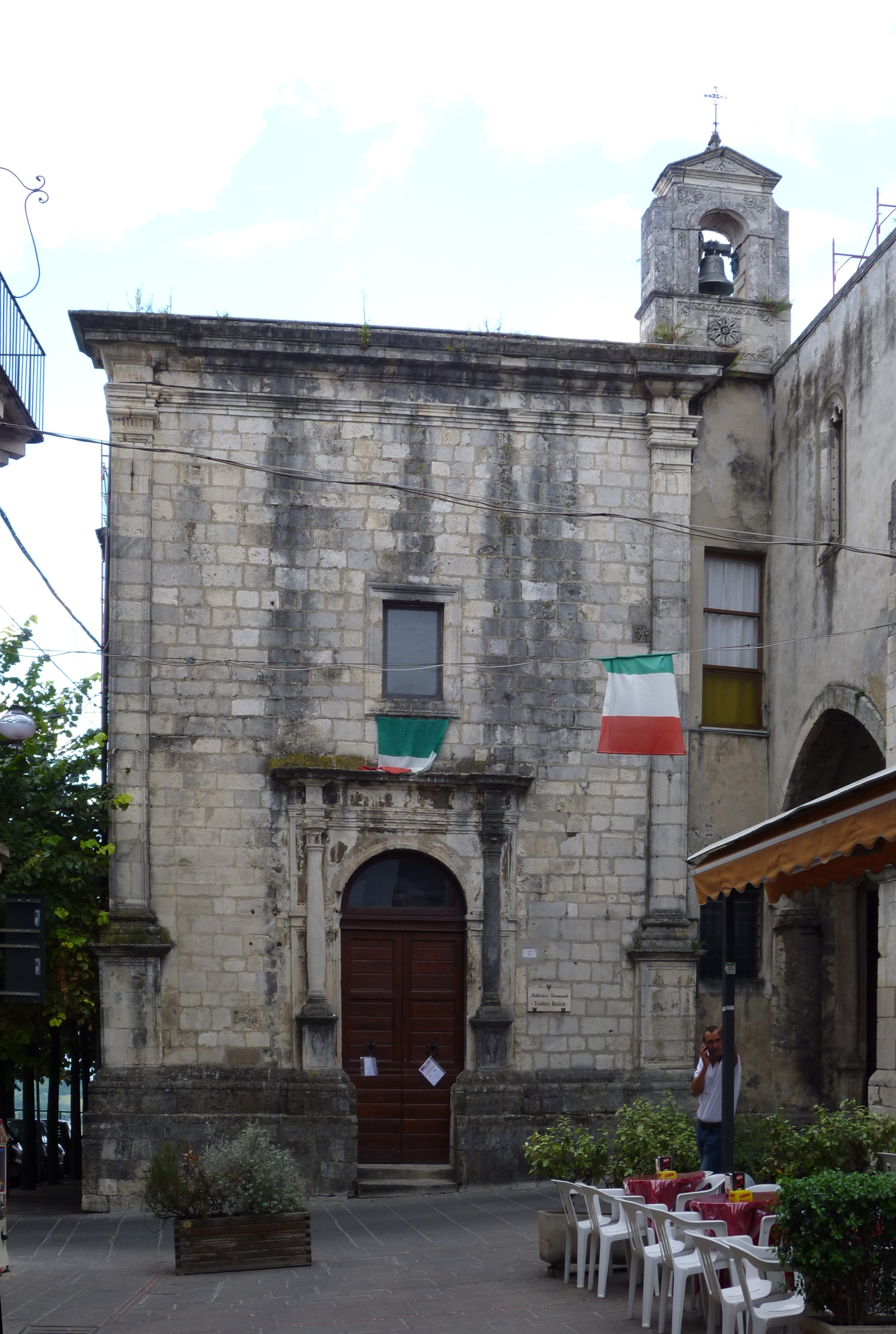
La biblioteca comunale

#### Biblioteche
- Biblioteca comunale "Teodoro Rosica",[22]. È situata nei locali dell'ex cappella della Madonna del Popolo[23].

#### Scuole
Nel territorio comunale sono presenti 7 scuole dell'infanzia (1 privata convenzionata con il comune), 4 scuole primarie, 1 scuola secondaria di primo grado, 3 scuole secondarie di secondo grado ovvero un Liceo Scientifico un Istituto Tecnico settore Economico (Amministrazione, finanza e marketing) e un Istituto Tecnico settore Biotecnologie sanitarie. Le scuole secondarie di primo e secondo grado sono unite sotto il nome di Omnicomprensivo Nicola da Guardiagrele.

#### Musei
- Museo del costume e della tradizione della nostra gente
- Museo del duomo
- Museo archeologico
- Museo dell'artigianato artistico abruzzese

### Arte
Lo sviluppo dell'attività artigianale, incentrata principalmente nella lavorazione di metalli più o meno nobili, è legato a vari fattori protrattesi fino alla metà del XX secolo. Necessità di autosufficienza per la difficoltà degli scambi commerciali in luoghi montani, apertura a influssi esterni e desiderio da parte delle famiglie benestanti di possedere oggetti di lusso per affermare il proprio prestigio sociale portarono allo sviluppo di un artigianato considerato tra i più rappresentativi della regione.

#### Il ferro battuto e il rame
La lavorazione del ferro battuto, originariamente nata per rispondere a esigenze concrete, è attualmente ampiamente praticata in forma artistica. Non meno antica della lavorazione del ferro battuto è quella del rame, i cui pezzi trovano esposizione presso Porta San Giovanni. Nel tempo sono stati sviluppati dai ramai dei gerghi di mestiere esclusivamente guardiesi, unico caso nella regione Abruzzo, che dimostra il radicamento nel borgo di tale attività. Oggi questa forma di artigianato è in forte declino, sostituita dalla lavorazione industriale. Il tipico motivo decorativo consiste nella linea greca romana, una linea spezzata ininterrotta, costituita da segmenti perpendicolari e paralleli ad alternanza. Essa è ottenuta battendo col martello il manufatto posto su un supporto, il palanchino. Alcuni violenti terremoti, in particolare quello del 1706, costrinsero alla modifica o alla ricostruzione di numerosi palazzi e chiese, adattati allo stile architettonico del tempo. Una simile conseguenza ebbe anche la seconda guerra mondiale, che ha recato molteplici danni al patrimonio architettonico cittadino, e i cui danni sono ancora evidenti.

### Cucina

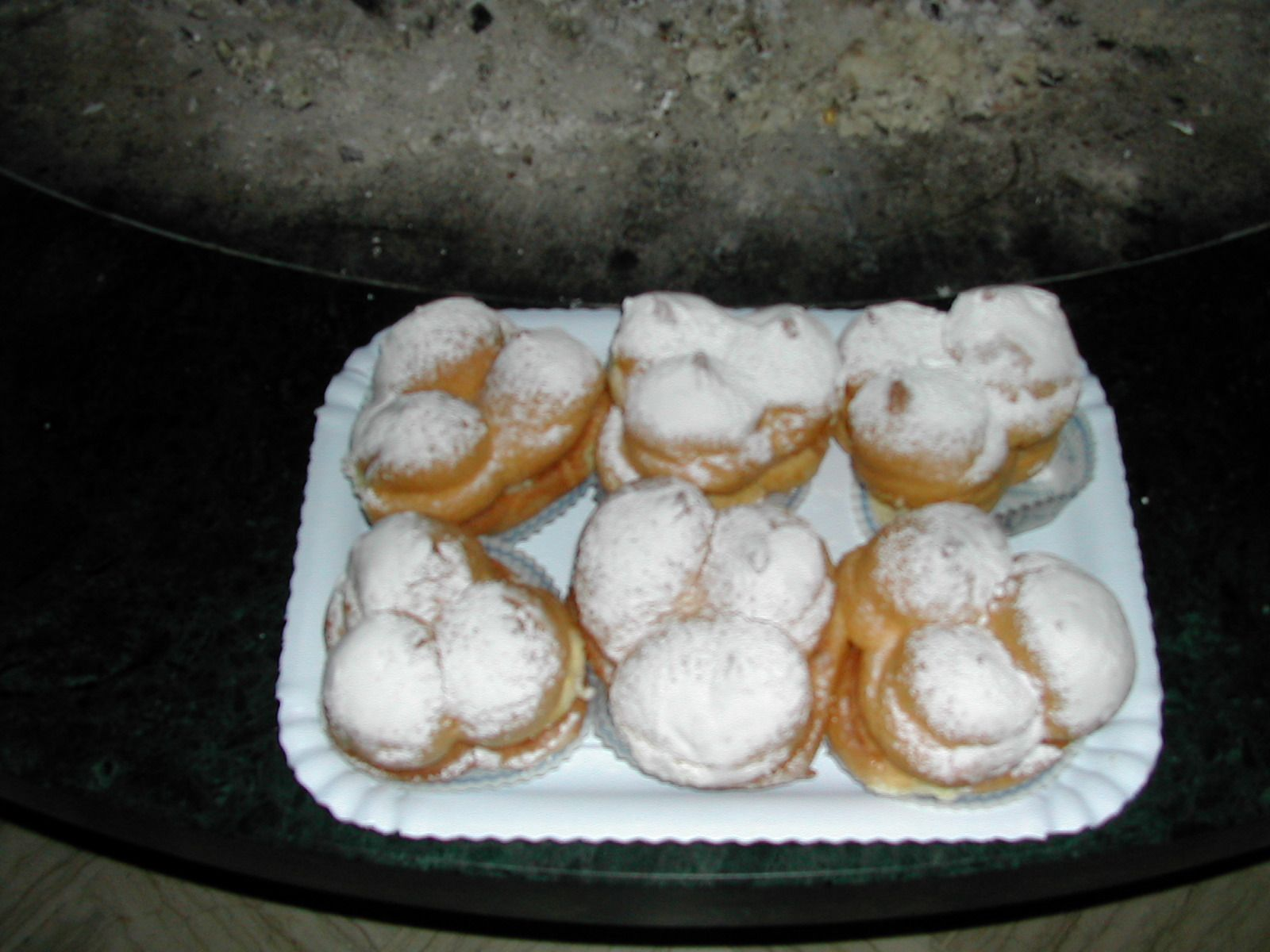
Le Sise delle monache

Ancora oggi, nel paese è viva la tradizione pasticciera (con i Tre monti o Sise delle monache).

### Letteratura
(Gabriele D'Annunzio ne Il trionfo della morte)
La città di Guardiagrele è stata scelta da Gabriele D'Annunzio come prima ambientazione abruzzese del suo romanzo ‘'Il trionfo della morte'’, seguita da Fossacesia, Casalbordino e San Vito Chietino. Nella città montana, il protagonista del romanzo dannunziano, Giorgio Aurispa di origini nobili della città, si reca per una questione della sua nobile famiglia. Infatti il padre di Giorgio amministra i beni della ricca famiglia senza interesse, e pensa solo a sé stesso e all'amante, lasciando gli altri figli e la moglie nella disperazione. Giorgio nella città trova conforto solo nella sua artisticità e negli antichi palazzi medievali, in particolare il complesso della Cattedrale di Santa Maria Maggiore. Giorgio contempla lo stato miserevole dei paesani di Guardiagrele, avvolti nella povertà e nelle loro superstizioni contro il male e la cattiva sorte, e trova rifugio solo nella solenne e potente massa della Maiella, che sorveglia la piccola città sul colle. Giorgio non ritornerà più a Guardiagrele, e lascerà la sua famiglia in malora, essendo troppo debole per risollevare le sorti dei parenti corrotti, e andrà al mare, con la sua amante Ippolita, ad affittare una riviera a San Vito.
Nella letteratura, la città è famosa per il "Premio Modesto Della Porta" in ricordo del poeta dialettale, che nel 1933 pubblicò la raccolta in versi: Ta-Pù, ossia il suono del trombone, poiché nelle poesie si parla delle vicende di paese semi-autobiografiche di un suonatore di banda, che con descrizioni malinconiche realistiche della vita umile di paese, con battute di spirito e pensieri filosofici schietti riesce a comunicare la vitalità della società locale. La raccolta rappresenta ancora oggi gran parte della società popolare guardiese, dato che l'autore si ispirò ai personaggi frequentati durante le sue frequentazioni delle osterie.

## Geografia antropica

### Urbanistica
L'assetto del centro cittadino segue la conformazione del territorio, articolandosi da sud a nord lungo strade parallele unite da vicoli. I principali assi stradali sono rappresentati da Via Roma, il corso principale, che unisce la piazza del Piano a Via San Giovanni, oltre che Via Tripio e Via Cavalieri. L'abitato è poi delimitato dalle vie Occidentale ad ovest, ed Orientale ad est. Negli ultimi decenni si sono sviluppati nuovi centri residenziali e commerciali verso nord, attorno alla Strada Marrucina, fino alla strada statale 81 e verso sud-ovest, in direzione Bocca di Valle.

#### Centro storico

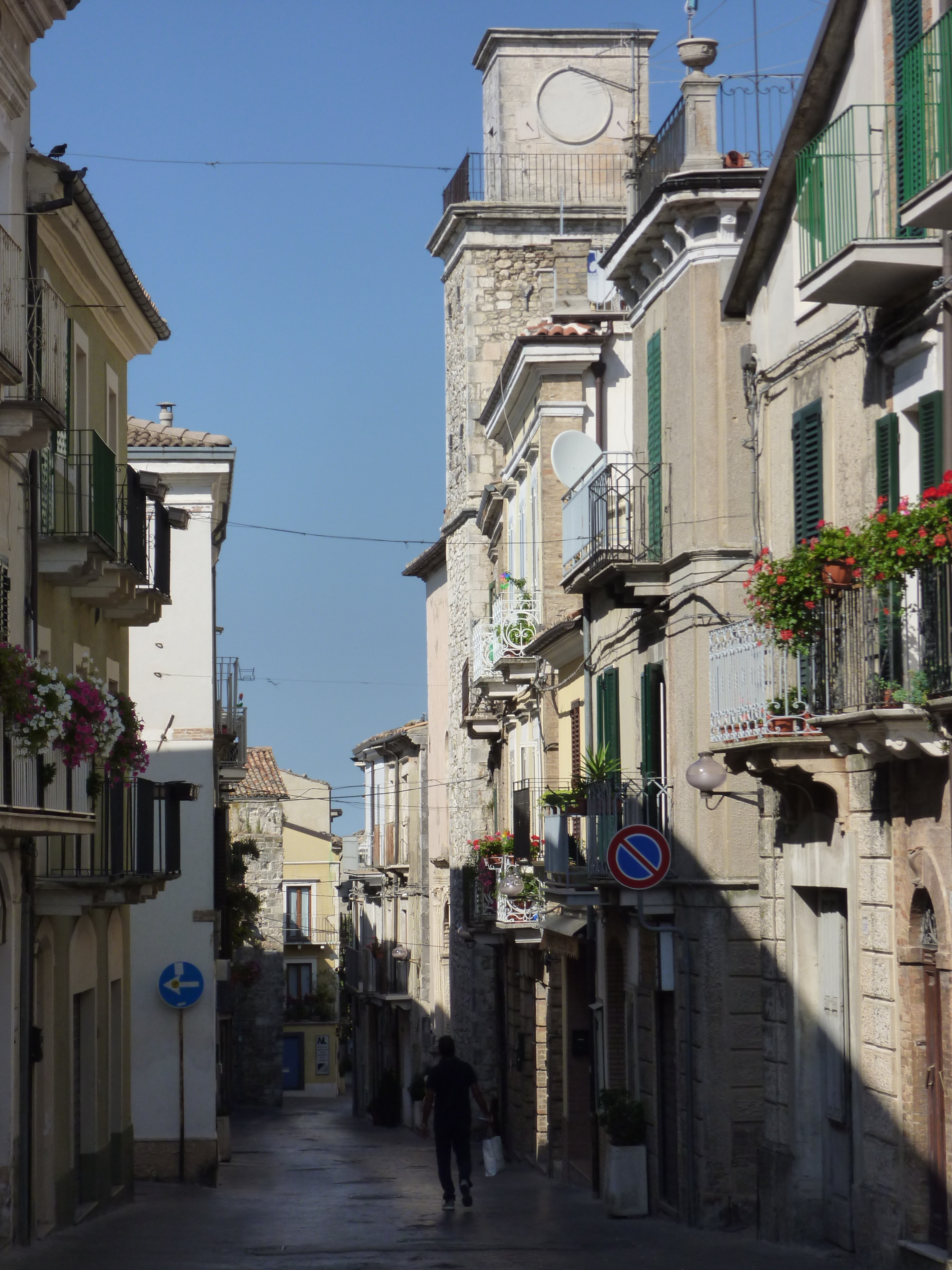
Via Roma

Lo sviluppo del centro storico è avvenuto interamente su una collina che, dalla parte meridionale rivolta verso la Maiella, digrada in pendenza verso nord e i cui lati, sia verso oriente che verso occidente, sono notevolmente scoscesi. Questo ha fatto sì che l'agglomerato urbano fosse interamente contenuto all'interno della cinta muraria, che, nonostante non sia più fisicamente presente, è ancora individuabile. Nell'odierno tessuto urbanistico sono ancora rintracciabili le varie fasi dell'espansione dell'abitato, fatta eccezione per quelle antecedenti il XIII secolo, per cui ci si deve attenere alle tradizioni locali. A partire dal IX secolo avrebbe iniziato la sua espansione l'abitato sulla parte più alta del promontorio, estendendosi dal presidio longobardo (la cui esistenza non è però certa) alle chiese di San Nicola e San Silvestro. Nel corso del Duecento si delinea con maggiore chiarezza l'aspetto urbanistico, dovuta all'ampliamento della chiesa di Santa Maria Maggiore. Si consolidarono infatti i nuovi centri di potere: quello religioso, intorno all'odierno duomo, quello economico, intorno al mercato, presso la chiesa di San Francesco e quello militare attorno alla rocca.

#### Largo Garibaldi
Conosciuta anche come Il Piano, è la piazza più ampia di Guardiagrele. Si trova sulla parte più alta della collina. La sua superficie è normalmente adibita a parcheggio, ma ospita anche mercati e feste cittadine. L'area è delimitata a sud-ovest da una pineta, installata negli anni cinquanta, dentro il quale è posto il Torrione Orsini.

#### Piazza Santa Maria Maggiore
La zona circostante piazza Santa Maria Maggiore, piazza centrale del paese, si delineò nel Duecento, quanto ebbe luogo la prima fase di ampliamento della chiesa omonima.

### Frazioni

#### Bocca di Valle
Posta all'interno del parco nazionale della Maiella, è nota per ospitare il Sacrario militare in onore dei caduti abruzzesi in tutte le guerre, opera di Felice Giuliante. La grotta artificiale in cui esso è situato, completamente scavata nella roccia, accoglie dal 1923 le spoglie del Tenente di Vascello Andrea Bafile, originario della provincia dell'Aquila e caduto in guerra sul Piave nel corso della prima guerra mondiale. All'esterno della grotta venne scolpito un epitaffio dettato da Raffaele Paolucci. All'interno ci sono l'ara scolpita da Felice Giuliante e le pareti ornate da pannelli in ceramica realizzati da Basilio e Tommaso Cascella, raffiguranti la Pietà, l'Eroe del mare e l'Eroe della montagna.
Bocca di Valle è inoltre punto di partenza per numerose escursioni nel parco della Maiella, fra cui la passeggiata alla cascata di San Giovanni e la salita alla Piana della Civita; è inoltre possibile raggiungere la località Piana delle Mele, un'area turistica puntellata da pini neri di rimboschimento.

#### Caprafico
La frazione di Caprafico, distante 4,59 km dal centro di Guardiagrele, sorge a 402 m s.l.m. e vi risiedono 220 abitanti. Essa possiede la caratteristica di essere divisa fra più comuni: Guardiagrele, Casoli, Palombaro e Pennapiedimonte.

## Economia

### Agricoltura

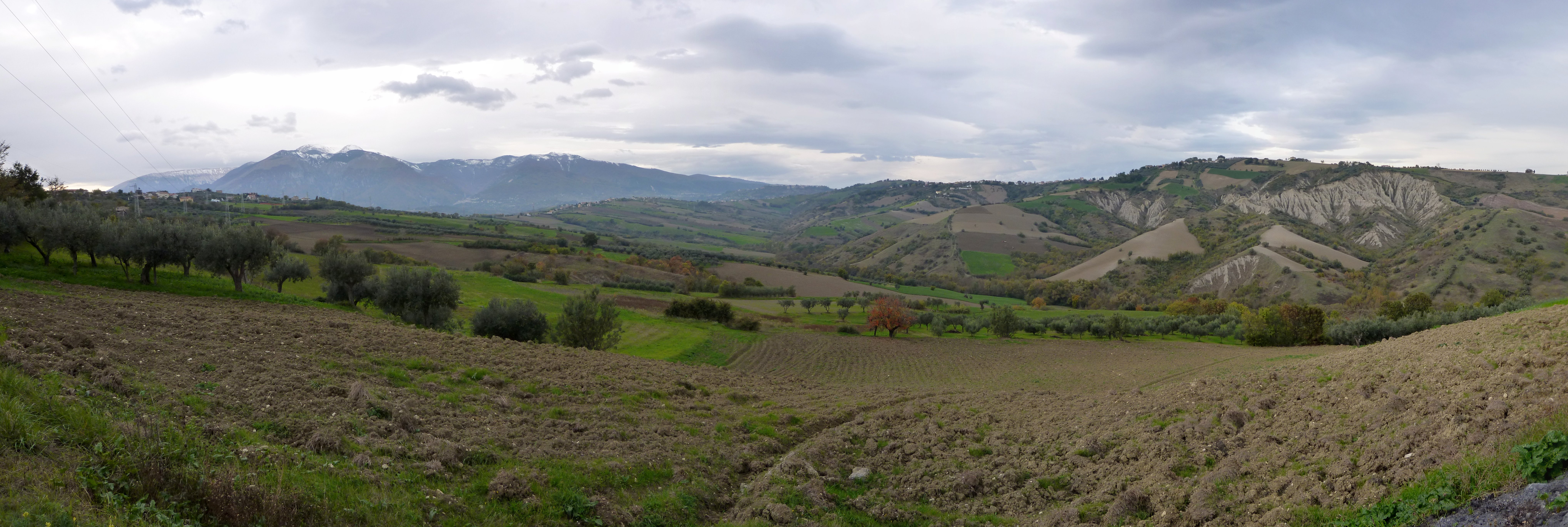
Campagne della frazione di San Biase

L'agricoltura è una voce importante per l'economia guardiese. Nella fascia pedemontana fiorenti sono le coltivazioni di ulivo e di vite. Le principali cultivar di olivo presenti sul territorio sono il Gentile di Chieti, il Leccino e l'Intosso. La produzione di olio vanta inoltre la Denominazione di origine protetta "Colline Teatine". Altre coltivazioni sono i cereali e i legumi, in particolar modo verso Casoli e Lanciano. La vitivinicultura ha subito negli ultimi anni un'inarrestabile crescita sia per qualità che per quantità, con produzioni d'eccellenza quali il Montepulciano e il Trebbiano d'Abruzzo. Altra voce del settore primario particolarmente rilevante è l'apicoltura, grazie alla notevole varietà di specie arbustive, floreali ed arboree.

### Artigianato
L'artigianato vanta un'antichissima tradizione a Guardiagrele, che si distingue nella lavorazione del ferro battuto, del rame, dei metalli preziosi e nella produzione di mobili rustici. A partire dal 1970 nella città si tiene ogni anno, nel periodo dal 1º al 20 agosto, la mostra dell'artigianato artistico abruzzese.

### Industria

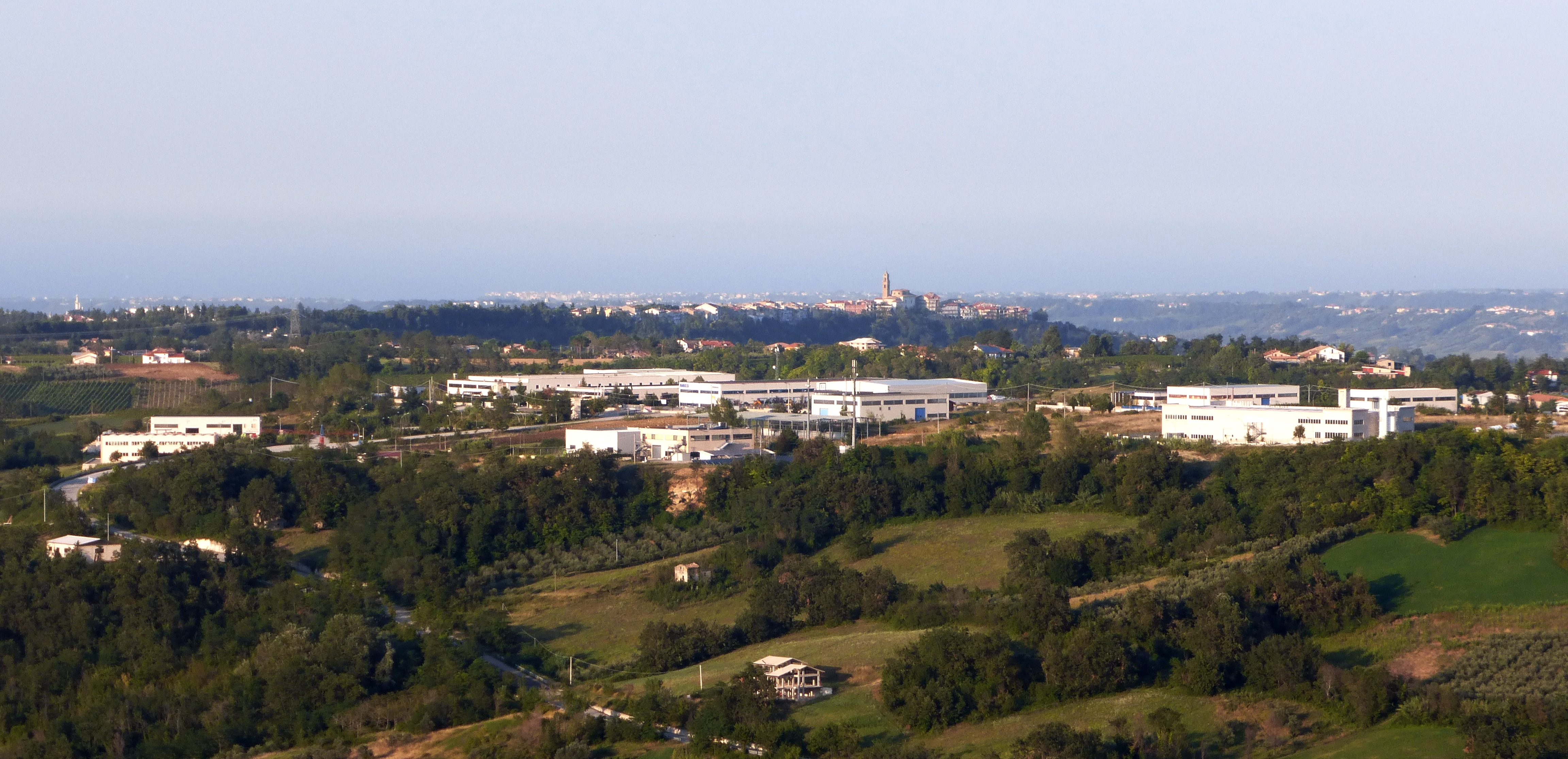
L'area industriale di Piano Venna.

La conformità del territorio guardiese non favorisce lo sviluppo industriale, a cui si aggiunge il problema della lontananza dalle infrastrutture principali. È presente tuttavia un piccolo agglomerato industriale in località Piano Venna, tra Guardiagrele e Filetto, dove sono situate alcune aziende operanti principalmente nei settori metalmeccanico e conciario. Recentemente l'amministrazione comunale ha proposto la realizzazione di una bretella strale per rilanciare Piano Venna, collegandola alla ex statale 538 Marrucina. Ad offrire posti di lavoro nel campo industriale sono le società della vicina e ben più grande zona industriale di Atessa.

### Turismo
Un settore che sicuramente acquista sempre più importanza è quello del turismo, grazie al patrimonio artistico-culturale e naturale della città. Guardiagrele fa infatti parte del parco nazionale della Maiella e si trova in prossimità della località sciistica di Passolanciano-Majelletta. Da Bocca di Valle partono inoltre numerosi sentieri per la montagna, di cui il più noto conduce alla cascata di San Giovanni. Ad attrarre visitatori contribuisce anche la mostra dell'artigianato artistico abruzzese, che si tiene annualmente dal 1° al 20 agosto.
Il comune è associato ai borghi più belli d'Italia.

## Infrastrutture e trasporti

### Strade
Guardiagrele, per la sua posizione geografica, non è attraversata da rilevanti infrastrutture. La principale arteria stradale è la strada statale 81 Piceno Aprutina, che collega Ascoli Piceno a Casoli, passando per Teramo, Penne e Chieti.

### Ferrovie
Sino al 1982 il territorio di Guardiagrele era servito dalla ferrovia Sangritana, attraverso la tratta Ortona Marina-Crocetta. La ferrovia consentiva le comunicazioni con Ortona (e quindi con la linea adriatica), Lanciano ed i comuni della valle del Sangro. La sua presenza ha inoltre rappresentato un importante elemento per lo sviluppo socioeconomico del territorio. Le stazioni presenti erano quelle di Guardiagrele (in località Melone) e di Villa San Vincenzo.

## Amministrazione
| Periodo        | Periodo          | Primo cittadino    | Partito                                                        | Carica  | Note                 |
| -------------- | ---------------- | ------------------ | -------------------------------------------------------------- | ------- | -------------------- |
| 6 giugno 1993  | 27 aprile 1997   | Eugenio Marchesini | PLI                                                            | Sindaco | [ 40 ]               |
| 28 aprile 1997 | 20 novembre 2004 | Franco Caramanico  | PDS (1997-2001) Lista Civica (2001-2005)                       | Sindaco | [ 41 ] [ 42 ] [ 43 ] |
| 5 aprile 2005  | 29 marzo 2010    | Mario Palmerio     | Lista Civica di Centro-sinistra                                | Sindaco | [ 44 ]               |
| 30 marzo 2010  | 31 maggio 2015   | Sandro Salvi       | Lista Civica Progetto per Guardiagrele                         | Sindaco | [ 45 ]               |
| 1º giugno 2015 | in carica        | Simone Dal Pozzo   | Lista Civica di Centro-sinistra Guardiagrele il Bene in Comune | Sindaco | [ 46 ]               |

## Sport
La squadra di calcio locale è l'Associazione Sportiva Dilettantistica Guardiagrele, i cui colori sociali sono il granata ed il blu. Ha raggiunto la serie D nel 2004.
La squadra di pallavolo è la Cordigeri Volley, che partecipa annualmente ai campionati giovanili (under 16, under 14, under 18 femminile e under 14 maschile) e ai campionati provinciali (prima e seconda divisione). Nella stagione 2004-2005 la squadra ha giocato in serie D, per poi subire nuovamente la retrocessione in prima divisione. La prima squadra femminile ha gareggiato in serie D nell'anno 2016–2017